# تود جيل
تود جيل هو لاعب هوكي الجليد كندي، ولد في 9 نوفمبر 1965 في بروكفيل في كندا.

## وصلات خارجية
- تود جيل على موقع دوري الهوكي الوطني (الإنجليزية)
- تود جيل على موقع EliteProspects.com (الإنجليزية)
- تود جيل على موقع Eurohockey.com (الإنجليزية)
- تود جيل على موقع HockeyDB.com (الإنجليزية)
- تود جيل على موقع Hockey-Reference.com (الإنجليزية)